# ぶっちぎりの青春
ぶっちぎりの青春（ - せいしゅん）は、川口オートレース場のテーマソングである。作詞：茜まさお、作曲：平尾昌晃、編曲：飛沢宏元、歌：ささきいさお（オリジナルのシングル盤での表記は「佐々木功」）。

## 概要
川口オートレース場のラジオCMのBGMとして長年使用されている。地元川口市内の有線放送でのリクエストチャンネルでも放送されていた。
CDおよびテープはレース場でのみの販売だったが、一時期販売はされていなかった。2008年11月現在販売を再開している。
場内では第1レースの試走開始前に行われる機材チェック時と第6〜第7レース発売中に流れる（以前は4R・9R発売開始時にも流れていた）。また、各レースの試走開始時・CS実況での優勝戦終了後、1着選手のウイニングラン時にカラオケバージョンが流れる。
バックコーラスに川口オートレース場所属の選手が参加している。参加した選手は広瀬登喜夫(期前、引退)、阿部光雄(6期、引退)、荒井充(12期、引退)、清水右也(-すけなり、13期、引退)の4人である。

### レコード・CD
- 7インチレコード（1984年、キャニオンレコード、規格品番：P-94）
- 8センチCD（川口オートレース、規格品番：KA-9803）※レース場限定販売
- 12センチCD（川口オートレース、規格品番：KA-0804）※レース場限定販売

いずれのレコード・CDにも、ささきが歌唱する歌入り音源のほかにカラオケ（8センチCDと12センチCDでは「オリジナル・カラオケ」と表記）が収録されている。

## リメイク盤 「ぶっちぎりの青春☆NOW」
「ぶっちぎりの青春☆NOW」は、オリジナル盤「ぶっちぎりの青春」のリメイク盤として、2017年2月22日に全国販売された。規格品番はYZHM-20201。
ささきいさおが歌唱するオリジナル音源に、2017年販売当時川口オートレース場に所属する、永井大介（25期）、若井友和（25期）、佐藤摩弥（31期）、片野利沙（32期）の4名がコーラスとして参加している。さらに、選手のみで歌唱しているバージョンとカラオケも収録されている。
なお、オリジナル盤ではささきの名義が「佐々木功」だったが、本盤では「ささきいさお」に変更されている。

### 収録曲
1. ぶっちぎりの青春☆NOW（ささきいさお With オートレーサー 若井友和／永井大介／佐藤摩弥／片野利沙）
2. ぶっちぎりの青春☆NOW（オートレーサー）
3. ぶっちぎりの青春☆NOW（カラオケ）

## エピソード
- プロ野球の世界でもこの曲が流用されていた。
  - 中日ドラゴンズの川又米利選手の打席テーマとして使用されていた（先頭8小節部分）。2014年まで、中日のチャンステーマのひとつとして使用された。
  - また、北海道日本ハムファイターズの芝草宇宙投手の入場テーマとしても使用されていた。芝草が大のオートレースファンであることから、入場テーマとして採用したもので、本拠地球場が東京ドームの時代から使用していたが、札幌ドーム移転後も使用されていた。芝草の登板時になると球場で流され、ファイターズファンによる合唱が始まる。時間の関係上途中で演奏が切れても、最後まで歌うファンが多くいた。
- 2017年10月7日にニッポン放送の徳光和夫 とくモリ!歌謡サタデーにてこの曲が放送された。